# هخامنش (پسر داریوش بزرگ)
هخامنش (به پارسی باستان:𐏃𐎧𐎠𐎶𐎴𐎡𐏁) که توسط کتزیاس هخایمنید (Achaimenides) نامیده شده، یک شاهزاده، فرمانده نظامی و شهربان مصر در اوایل سده پنجم پیش از میلاد و در دوران دودمان بیست و هفتم مصر بود.

## حکومت
پسر داریوش بزرگ و آتوسا و برادر تنی خشایارشا بود.هخامنش مدتی بین ۴۸۶ تا ۴۸۴ پیش از میلاد مسیح، اندکی پس از به پادشاهی رسیدن خشایارشا به عنوان ساتراپ مصر منصوب شد. در آن زمان، مصر علیه حکومت هخامنشی قیام کرده بود و به نظر می‌رسد که ساتراپ قبلی فرنداتس در این آشفتگی، جان خود را از دست داده است. شورشی که احتمالاً توسط یک فرعون خودخوانده به نام پسامتیک چهارم رهبری می‌شود، سرانجام در حدود سال ۴۸۴ پیش از میلاد مسیح توسط هخامنش سرکوب شد. پس از پیروزی، هخامنشیان برای جلوگیری از شورش‌های جدید، سیاست سرکوبگرانه‌تری را در پیش گرفتند، اگرچه تأثیر این اقدامات در واقع بر عکس این بود.
هنگامی که خشایارشا دومین تهاجم ایرانیان به یونان (۴۸۰–۴۷۹ پیش از میلاد مسیح) را آغاز کرد، هخامنش به عنوان فرمانده ناوگان مصری در نبرد سالامیس شرکت کرد (۴۸۰ پیش از میلاد مسیح) هخامنش از شکست جان سالم به در برد و برای ادامه کار به عنوان ساتراپ به مصر اعزام شد.
در سال ۴۶۰ از میلاد مسیح، مصر تحت رهبری یک شاهزاده بومی به نام  ایناروس، مصر بار دیگر علیه حاکمیت پارسیان قیام کرد. در ۴۵۹ پیش از میلاد مسیح او در جنگ پاپرمیس از ایناروس (فرمانده دومین شورش مصر) شکست خورد و کشته شد. در جهت تمسخر و استهزا، ایناروس جنازه او را برای اردشیر یکم، برادرزاده‌اش فرستاد.

## برای مطالعهٔ بیشتر
- CHRONOLOGY OF IRANIAN HISTORY PART 1 iranicaonline.org

| پیشین: فرنداتیس | ساتراپ مصر ۴۵۹–۴۸۶ پیش از میلاد | پسین: آرشام |